# Заїка Олександр Степанович
Олександр Степанович Заїка (12 червня 1938, с. Великий Перевіз Шишацького району - 12 травня 2019, м. Хорол Полтавської області) — заслужений працівник народної освіти УРСР, Заслужений працівник освіти України, педагог, поет.

## Біографія
Народився 12 червня 1938 року в селі Великий Перевіз Щишацького району Полтавської області. Батько Степан Олександрович Заїка загинув в 1943 році під час Другої світової війни. Мати Олена Іванівна працювала у колгоспі.
В 1956 році закінчив Шишацьку середню щколу. З 1957 по 1959 рік навчався у Хорольському училищі механізації № 5, де здобув фах тракториста. Закінчив цей навчальний заклад із дипломом з відзнакою. З 1962 по 1965 рік навчався на заочному відділенні Харківського інституту механізації і електрифікації сільського господарства за спеціальністю інженер-механік.
В 1957, 1959, 1964, 1972 роках брав участь в освоєнні цілинних земель в Казахстані у Східно-Казахстанській, Цілиноградській та Кустанайській областях. В 1961—1963 роках проходив військову службу у танкових військах Радянської Армії в Туркменістані.
Свою педагогічну роботу розпочав у професійно-технічному училищі № 7 Лозівського району Харківської області. В 1965 році почав працювати викладачем спецдисциплін в Хорольському технікумі механізації і електрифікації сільського господарства, а згодом завідувачем навчальних майстерень.
29 жовтня 1973 року став директором Хорольського СПТУ № 5. Під його керівництвом цей заклад було реорганізовано в 1994 році у Міжрегіональний центр професійної перепідготовки звільнених у запас військовослужбовців. На посаді директора працював 32 роки, підготував безліч науково-педагогічних статей.
За час його діяльності було побудовано новий навчальний корпус на 480 місць, обладнано 15 кабінетів із загально-освітніх дисциплін, засновано 2 музеї: музей трудової слави Центру та історико-краєзнавчий музей. Також було побудоване учбове господарство на 150 місць, на території якого було висаджено 2 га садових культур, 1 га ягідників, 2 га полуниці для проведення науково-дослідницької роботи. При господарстві було побудовано ставок на 30 тис. м куб. води.
З 2005 року перебуває на заслуженому відпочинку.

## Наукова діяльність
Має більше 20 раціоналізаторських пропозицій. В 1986 році нагороджений дипломом Всесоюзного науково-методичного центру професійно-технічної освіти молоді за участь у Всесоюзному конкурсі на краще рішення по створенню технічних засобів навчання. В 1988 році був делегатом VII Всесоюзного з'їзду винахідників та раціоналізаторів. В 1984 році розробив методику виховання підростаючого покоління «Вчись - вчитися», яка згодом увійшла у навчальний посібник «Сільськогосподарські машини», написаний у співавтостві з Г. П. Сопільняком.

## Нагороди
За багаторічну працю на педагогічній ниві здобув відзнаки держави. В 1970 році був нагороджений медаллю «За доблесну працю». В 1980 році був нагороджений знаком «Відмінник профтехосвіти СРСР». В 1990 році отримав звання «Заслужений працівник народної освіти УРСР». В 1991 році нагороджений медаллю «Ветеран праці». В 1998 році нагороджений нагрудним знаком «Відмінник освіти України». Неодноразовий стипендіат Президента України.

## Громадська діяльність
Двічі обирався депутатом Хорольської районної ради в 1995—2000 роках та у 2000—2005 роках.

## Поетична творчість
В старшому віці захопився поетичною діяльністю та підготував кілька поетичних збірок: «Любов — це дар» (2006), «Мед з осоту», «Відлуння душі» (2012). Свої збірки видавав під творчим псевдонімом Сашко Оленин. Активний учасник літературно-мистецького об'єднання «Хорольські дивоцвіти», яке діє при Хорольській центральній районній бібліотеці.